# Thelogorgia longiflora
Thelogorgia longiflora är en korallart som beskrevs av Bayer 1992. Thelogorgia longiflora ingår i släktet Thelogorgia och familjen Keroeididae. Inga underarter finns listade i Catalogue of Life.